# Sociedade Esportiva Planaltina
A Sociedade Esportiva Planaltina é um clube de futebol brasileiro, sediado em Samambaia, no Distrito Federal. Foi fundada em 30 de março de 2000 com sede em Planaltina, no estado de Goiás. Suas cores são verde, azul e branco.
Mesmo quando era um clube goiano, o Planaltina filiou-se à Federação Brasiliense de Futebol (FBF), em virtude da menor distância de Planaltina em relação ao Distrito Federal do que à outras cidades goianas.[carece de fontes?]

## História
Fundado no dia 30 de Março de 2000, a equipe desde sua fundação disputa o Campeonato Candango, onde sua maior conquista foi o vice campeonato do Campeonato Brasiliense da Segunda Divisão de 2015, que lhe garantiu disputar a primeira divisão pela primeira vez em 2016.
Com uma campanha fraca e apenas quatro pontos, a equipe foi rebaixada de volta a segunda divisão em 2017. Em 2018 mudou sua sede de Planaltina-GO para Samambaia-DF sem mudar de nome, apenas adotando o nome fantasia de SESP Samambaense.
No final de 2020, o SESP fez uma parceria com o Taguatinga Esporte Clube para a disputa do Campeonato Brasiliense - Sub-20 (Candanguinho), mudando sua sede de Samambaia-DF para Taguatinga-DF e alterando o nome fantasia para SESP Taguatinga. A parceria se estendeu para a disputa da Segunda Divisão do Candangão em 2021.